# 李振輝
李振輝（り しんき、リーチョン・フイー、ロバート・リー、1948年12月16日）は、香港の歌手。ブルース・リーの弟 。